# Morgenster (vlag)
De Morgenster is de vlag van de onafhankelijke republiek West-Papoea en een van de symbolen van de strijd tegen de Indonesische overheersing in de Indonesische provincie Papoea. De vlag werd in 1961 ontworpen door Nicolaas Jouwe. De nationale vlag bestaat uit een verticale rode baan aan de linkerzijde, waarin een ster is afgebeeld. Het rechterdeel van de vlag bestaat uit zeven blauwe en zes witte horizontale banen.
De vlag wordt nu gebruikt door onder andere de Organisasi Papua Merdeka beweging en haar aanhangers. Die organisatie heeft als doel het bereiken van onafhankelijkheid voor de Indonesische provincies Papoea en West-Papoea.

## Geschiedenis van de vlag
De Nederlandse regering had de bevolking van Nederlands-Nieuw-Guinea op termijn onafhankelijkheid toegezegd. In 1961 werden de eerste stappen in die richting gezet door de verkiezing van de Nieuw-Guinea Raad, een regering van het gebied bestaande uit plaatselijke vertegenwoordigers. Er was behoefte aan nationale symbolen.
Als volkslied werd het Hay tanahku Papua (O, mijn land Papoea) gekozen, naar een gedicht dat in de jaren twintig van de twintigste eeuw door dominee Isaak Samuel Kijne werd gecomponeerd. Zo werd ook de vlag ontworpen. Nicolaas Jouwe verklaarde dat de rode baan het symbool is van de politieke strijd van de Papoea's voor onafhankelijkheid. De ster stelt de Morgenster voor, die in de mythe van het eiland Biak aan Manseren Manggundi of Manarmakeri, de mythische held van Biak, het geheim van welvaart en eeuwig leven (koreri) onthulde. De blauwe en witte horizontale banen vertegenwoordigen de districten van Westelijk Nieuw-Guinea. De vlag kreeg de bijnaam Morgenster.

### Erkenning en verbod
Na de verkiezing van de Nieuw-Guinea Raad in 1961 werd de vlag als symbool van het gebied erkend en gehesen naast de Nederlandse vlag. In 1962 moest Nederland de kolonie opgeven en werd, na een tussenbestuur van de Verenigde Naties onder de naam UNTEA, het gebied in 1963 Indonesisch. De vlag werd bij de overdracht naar het VN-bestuur gestreken; het hijsen van de vlag is sindsdien verboden. In 1965 werd in Manokwari de Organisasi Papua Merdeka (OPM) als eerste verzetsleger in het tot Irian Barat (Westelijk Nieuw-Guinea) omgedoopte gebied opgericht onder Commando van Permenas Awom (Sergeant van de -PVK- Papua Vrijwilligers Korps). De Morgenster werd symbool van de onafhankelijkheidsstrijd. Het hijsen van de Morgenster is door Indonesië als een daad van verzet beschouwd en vaak werd hierop door het leger met buitensporige middelen gereageerd.

## Huidig gebruik

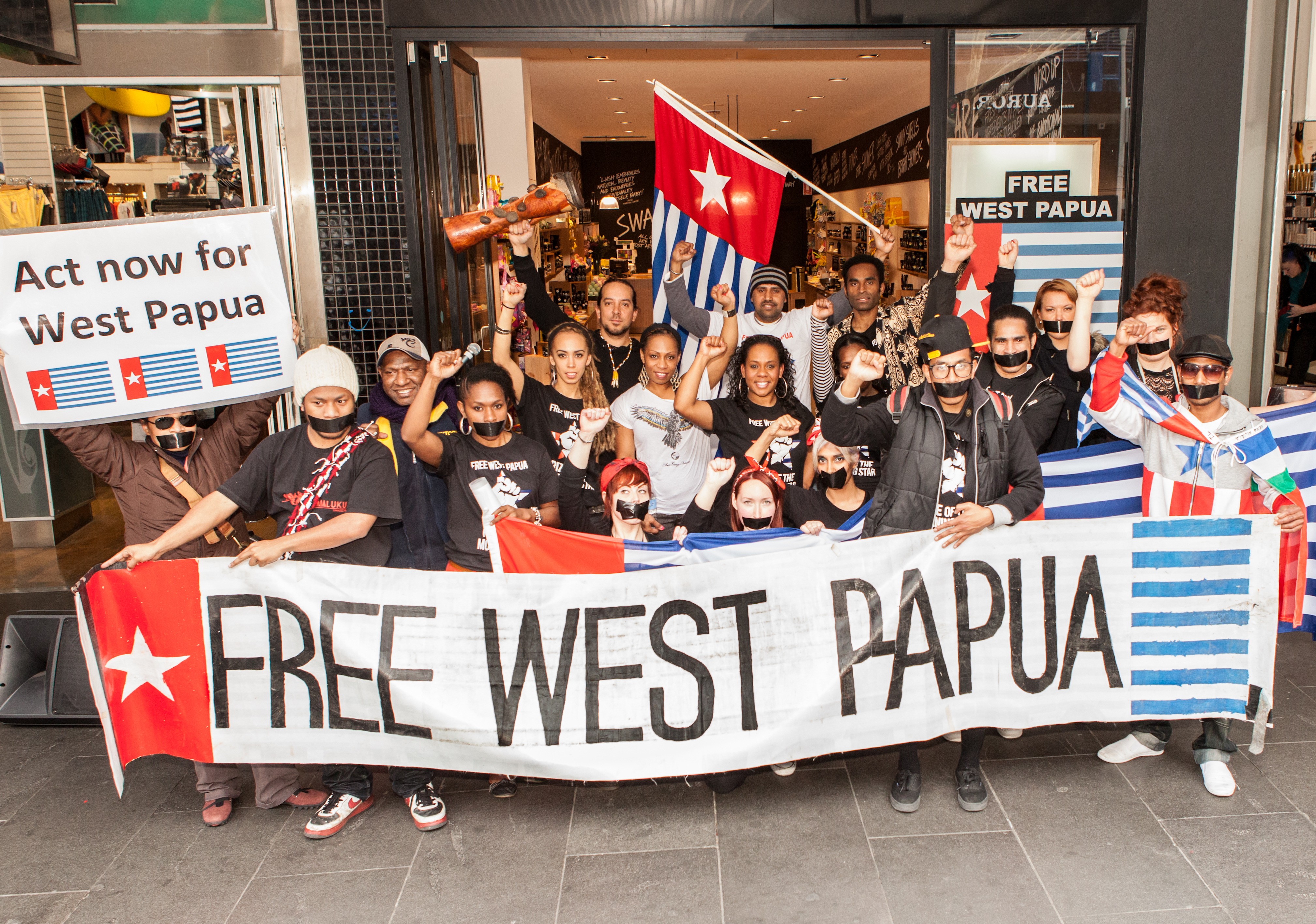
Een 'Free West Papua' protest in Melbourne, Australië, augustus 2012

Onder het bewind van president Abdurrahman Wahid kreeg het gebied in 2000 de naam Papua (Papoea), en werd speciale autonomie toegekend. Het hijsen van de Morgenster werd voor het eerst sinds jaren toegestaan, maar kort daarna opnieuw verboden. Traditioneel wordt de vlag jaarlijks op 1 december gehesen, ter herinnering aan de dag dat in de toen nog Nederlandse kolonie Nieuw-Guinea voor het eerst de Papoea-vlag werd gehesen en het Papoea-volkslied werd gespeeld. Het hijsen van de vlag leidt jaarlijks tot oproer, arrestaties van subversieve personen en soms tot militair geweld, waarbij in de loop der jaren doden zijn gevallen.
Het hijsen van de vlag wordt in Indonesië (net als de Benang Raja van de Molukken en de Halve Maan van Atjeh) nog altijd gezien als een misdrijf en bestraft met een jarenlange gevangenisstraf. De Morgenster wordt in Papoea momenteel vaak getoond als opdruk op T-shirts en draagtassen. 